# اویده، بنین
اویده (به فرانسوی: Ouidah) شهری در استان آتلانتیک واقع در کشور بنین است که در سال ۱۹۹۲ میلادی ۳۲٬۴۷۴ نفر جمعیت داشته و جمعیت آن در سال ۲۰۰۵ میلادی به ۴۱٬۳۸۹ نفر رسیده‌است.